# 宮原曉
宮原 曉（みやはら ぎょう、1964年12月 - ）は、日本の社会人類学者。大阪大学大学院人文学研究科教授。元地域研究コンソーシアム運営委員長。元日本華僑華人学会副会長。

## 人物・経歴
西ドイツ生まれ。愛知県立昭和高等学校卒業後、1989年大阪外国語大学外国語学部インドネシア・フィリピン語学科卒業。1992年東京都立大学大学院社会科学研究科社会人類学専攻修士課程修了、文学修士。1997年同博士課程中退、大阪外国語大学外国語学部専任講師。1999年同助教授。2007年博士（社会人類学）、大阪大学グローバルコラボレーションセンター准教授。2009年同副センター長。2016年同教授。2012年地域研究コンソーシアム運営委員長。2018年日本華僑華人学会副会長。2020年大阪大学大学院言語文化研究科教授。2022年大阪大学大学院人文学研究科教授。専門は社会人類学。

## 編著
- 『もう一つの日本語で語る多文化共生社会 : コミュニケーションツールとしての「やさしい日本語」』大阪大学グローバルコラボレーションセンター 2011年
- 『ASEAN・中国 : 19億人市場の誕生とその衝撃 : 地域研究コンソーシアム共同企画研究シンポジウム報告書』（田中英式, 山本博之と共編）地域研究コンソーシアム 2011年
- 『世界はレイシズムとどう向き合ってきたか : 地域研究とジャーナリズムの現場から : JCAS公開シンポジウム報告書』（山本博之, 石丸次郎, 立岩礼子, 西芳実と共編）地域研究コンソーシアム 2015年
- 『「いたみ」「かなしみ」「他者」の現場 = Pain, sadness, and others : フィールドワークを問う』大阪大学グローバルコラボレーションセンター 2015年
- 『社会』慶應義塾大学出版会 2017年